# 2018 en Afghanistan
. 
Chronologie de l'Afghanistan
- 2014
- 2015
- 2016
- 2017
- 2018
- 2019
- 2020
- 2021
- 2022

Cet article présente les faits marquants de l'année 2018 en Afghanistan.

## Évènements
- 20 janvier : l'attaque de l'hôtel Intercontinental de Kaboul fait 40 morts.
- 27 janvier : un attentat à Kaboul tue au moins 95 personnes.
- 21 mars : à Kaboul, un attentat-suicide durant les célébrations de Norouz fait au moins 26 morts[1].
- 22 avril : un attentat à Kaboul contre un centre d'enregistrement pour les élections fait plus de 50 morts[2].
- 30 avril : un double attentat-suicide à Kaboul fait au moins 25 morts[3] ; un autre attentat près de l'aéroport de Kandahar cause la mort de onze enfants[3].
- 6 mai : un attentat à la bombe dans la province de Khost fait 13 morts[4].
- 1er juillet : un attentat-suicide sur un marché à Jalalabad fait au moins 19 morts[5].
- 3 août : l'attentat de la mosquée de Gardêz fait 35 morts.
- 15 août : une offensive des Taliban à Ghazni est repoussée par l’armée afghane.
- 11 septembre : un attentat contre des manifestants dans les environs de Jalalabad en Afghanistan fait 68 morts et 165 blessés[6].
- 20 octobre : élections législatives, marquées par de nombreux attentats des Talibans la veille et le jour-même.
- 20 novembre : un attentat lors d’un rassemblement religieux à Kaboul fait 55 morts[7],[8].
- 24 décembre : l'attaque d’un complexe gouvernemental à Kaboul fait au moins 43 morts et 25 blessés[8],[9].